# 女高中生 (日本)

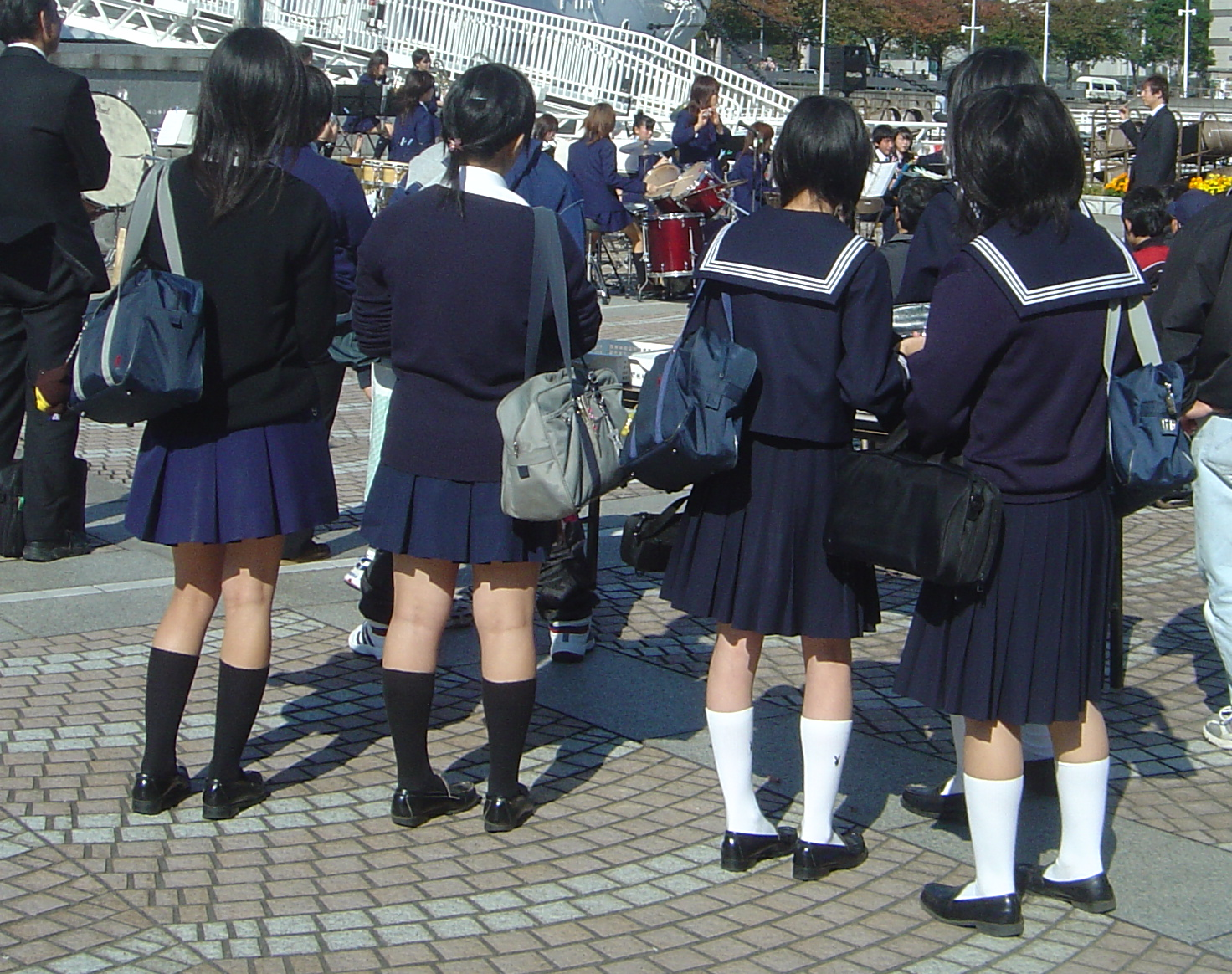
女高中生

女高中生（日语：／ jyoshi koukousei）是日本對高等學校女學生的稱呼，常簡稱為JK。最初是單指女校的學生，後來擴展至所有女高中生。通常女高中生的形象大多是白色襯衫或水手服配以百褶裙、领花和不同颜色的棉外套。由於女高中生介乎於未成年至成人的階段，因此不少ACG、文學、影視乃至色情片業者選擇以此作為題材。

## 日本JK文化

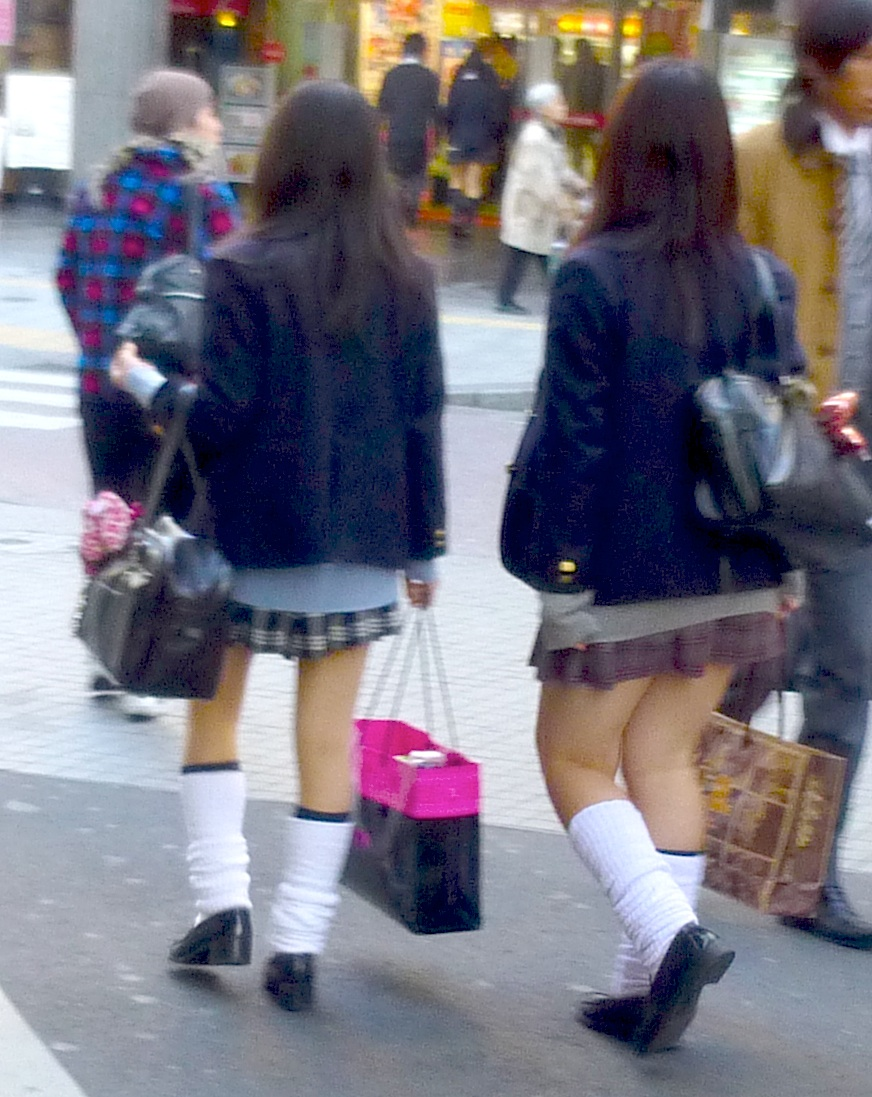
穿泡泡襪的女高中生（2012年）

一般認為，1990年代起，以後團塊青年為主體的「女高中生」開始成為一種受關注的文化。大眾傳媒開始聚焦於女高中生文化，電視台稱之為潮流、新運動，燈籠褲水手服及援助交際成為社会問題，日本掀起了一陣「女高中生熱潮」。1993年8月全国取締售賣女高中生穿過服飾的店鋪（ブルセラショップ），泡泡襪及迷你裙制服流行，女高中生間傳呼機及手提電話等新型通訊工具的快速普及，「超very bad」（チョベリバ）等自創新詞，經由電話俱樂部及男性付費電話進行的「援助交際」等等，這些都為傳媒提供了源源不斷的話題。有意見指，日本經濟在泡沫經濟崩潰後一蹶不振，對大眾傳媒而言，「女高中生」打破舊有價值觀前進的印象可能正相當於一劑強心劑。
櫻井孝昌認為，自1990年代起，女高中生的「制服」更多地成為了一種時尚，一種文化的手段。日本国内也存在面向消费者的时装制服品牌，如CONOMi等。

## 日本以外的國家

中国大陆北京市的国产JK制服格裙
中国大陆上海市的国产JK制服套裝
中国大陆浙江省杭州市的国产JK制服套裝

而日本国外亦有關注日本校服的時尚化趨勢，如法國雜誌《Japan LifeStyle》之介紹，認為「日本女高中生的制服是自由象徵」的巴黎女生，2009年法國日本博覽會較上一年大幅增加的制服時尚，經常刊載日本校服特集的泰國時尚雜誌等等。
在中国，运动服式校服的单一形制引发了女中学生对动漫中日本女高中生制服的向往，此等制服也从cosplay用的动漫角色校服开始流行，2013年起逐步形成JK制服产业链，从而使JK制服在中国的单品平均单价降至人民币100元左右，此后各个制服店家开始邀请画手绘制原创布料或款式，尤其是针对格纹西装裙（简称“格裙”）的图案。随着画手投稿制的推行，制作原创格裙的店铺在中国逐渐增多，演化出不同于校供制服的各种花色。2020年天猫双十一活动期间，JK制服、汉服、洛丽塔服装（此三种服装在中国更有“三坑”或「破產三姐妹」之称）成交额增幅更达到女士衬衣的1.26倍。

## 爭議行為
進入1990年代，手提電話及互聯網迅速普及，女高中生中出現「援助交際」及販賣內褲等問題。這類社会問題受到廣泛關注，有指資訊社會發展，特別是匿名BBS及約會網站的增加，是女高中生間援助交際增多的原因之一。另一項問題是2000年代中期起步的「JK經濟」，自2010年代發展出更過激的「JK按摩」與「JK見学」等服務後，傳媒開始關注這種商業模式，警察亦多次取締相關行為。

## 脚注
1. 1 2 3 4 5 6  . . 国立女性教育会館研究紀要 (独立行政法人国立女性教育会館). 2002-04, 6: 45-57  [2016-08-23]. NAID 110000040003.
2. ↑  本郷保長. . En-Soph. 2016-09-07  [2016-09-08]. （原始内容存档于2016-11-21）.
3. 1 2 3  . . 2015-04-01  [2016-09-08]. （原始内容存档于2017-03-22）.
4. ↑  櫻井孝昌 2009，第33頁
5. 1 2  王一越; 许诗雨. . 第一财经. 2020-07-10  [2020-11-18]. （原始内容存档于2021-02-04）.
6. ↑  櫻井孝昌 2009，第30頁
7. ↑  櫻井孝昌 2009，第160頁
8. ↑  櫻井孝昌 2009，第48頁
9. ↑  程璐洋. . 经济观察报. 2021-02-06  [2021-03-28]. （原始内容存档于2021-02-22）. 所谓“三坑”，是指JK（日本女高中生）制服、Lolita裙、和古风汉服这三种特别服装
10. ↑  朱华娇. . 红网-红辣椒评论. 2021-03-23  [2021-03-28]. （原始内容存档于2021-05-06）. 大家口中的“三坑”（JK、汉服、Lolita）也正在成为未来服装消费趋势
11. ↑  . 中国日报. 2020-11-14  [2020-11-18]. （原始内容存档于2021-05-04）.
12. 1 2   . . 2013-12-07.
13. ↑   . . 2013-12-25.
14. 1 2   . . 2012-11-23.